# Associazione di Volontariato nelle Unità Locali dei servizi Sociosanitari
L'Associazione di Volontariato nelle Unità Locali dei servizi Socio-sanitari (Avulss) è un'associazione laica senza scopo di lucro con sede nazionale a Saronno (VA) in Italia. L'AVULSS è stata fondata da don Giacomo Luzietti il 3 ottobre 1979 ed è composta da circa 150 Associazioni Avulss locali dislocate in molte regioni d'Italia e aderenti alla Federazione AVULSS. Quest'ultima ha il compito di coordinare, supportare e aiutare le singole associazioni. 
Ogni Associazione Avulss è autonoma nelle attività e nei servizi che vengono svolti, a titolo indicativo, presso: 
- strutture ospedaliere;
- case di riposo e RSA;
- day hospital e poliambulatori;
- accanto ai malati a domicilio;
- centri di recupero dei tossicodipendenti;
- centri di riabilitazione;
- carceri;
- i disabili/ coloro che hanno disagi mentali;
- i familiari di quanti soffrono;
- strutture scolastiche;
- collaborazione con i servizi sociali locali;
- ecc.

## Storia
L'Avulss è stata promossa dai responsabili e dai soci dell'OARI (Opera Assistenza Religiosi Infermi). L'OARI era un’associazione ecclesiale per dare assistenza religiosa agli infermi e ai sofferenti nata agli inizi degli anni '60 ad opera di Don Giacomo Luzietti.
Dopo l'approvazione della Riforma sanitaria (legge 833 del 1978) Don Giacomo, il 3 ottobre 1979, fondò l'Avulss per offrire un volontariato laico nelle strutture sanitarie, fermo restando l'ispirazione cristiana di base. Attualmente le associazioni Avulss sono circa 150 con circa 5.500 volontari.
Diversi approfondimenti su Don Giacomo Luzietti e sull'Avulss sono presenti sul libro dedicato a Don Giacomo. 